# Musca hirta
Musca hirta är en tvåvingeart som först beskrevs av Dru Drury 1773.  Musca hirta ingår i släktet Musca och familjen parasitflugor.
Artens utbredningsområde är Jamaica. Inga underarter finns listade i Catalogue of Life.